# Häggsjön (Björketorps socken, Västergötland)
Häggsjön är en sjö i Härryda kommun i Västergötland och ingår i Rolfsåns huvudavrinningsområde. Sjön är 5,5 meter djup, har en yta på 0,038 kvadratkilometer och är belägen 92 meter över havet.